# Шкала симптомів ПТСР – версія для самооцінки
 
Шкала симптомів посттравматичного стресового розладу – версія для самооцінки ( PSS-SR ) — це опитувальник із 17 пунктів самооцінки для оцінки симптомів посттравматичного стресового розладу .  Шкала складається з 17 пунктів, кожен з яких описує симптоми посттравматичного стресового розладу, які респонденти оцінюють за частотою чи тяжкістю за шкалою типу Лайкерта в діапазоні від 0 (зовсім або лише один раз) до 3 (майже завжди або п’ять і більше разів на тиждень). Оцінки елементів підсумовуються, щоб створити три підшкали – повторне переживання, уникнення подолання та психологічне гіперзбудження – а також загальний бал (який коливається від 0 до 51). Необхідно відповісти на всі пункти PSS-SR, а оцінювання здійснюється за загальним балом. Загальний бал вище 13 вказує на ймовірність ПТСР.

## Дивись також
- Шкала симптомів дитячого ПТСР
- Діагностична класифікація та шкали оцінок, що використовуються в психіатрії

## Подальше читання
- Foa, Edna B.; Riggs, David S.; Dancu, Constance V.; Rothbaum, Barbara O. (October 1993). Reliability and validity of a brief instrument for assessing post-traumatic stress disorder. Journal of Traumatic Stress. 6 (4): 459—473. doi:10.1002/jts.2490060405.